# Daniil Granin

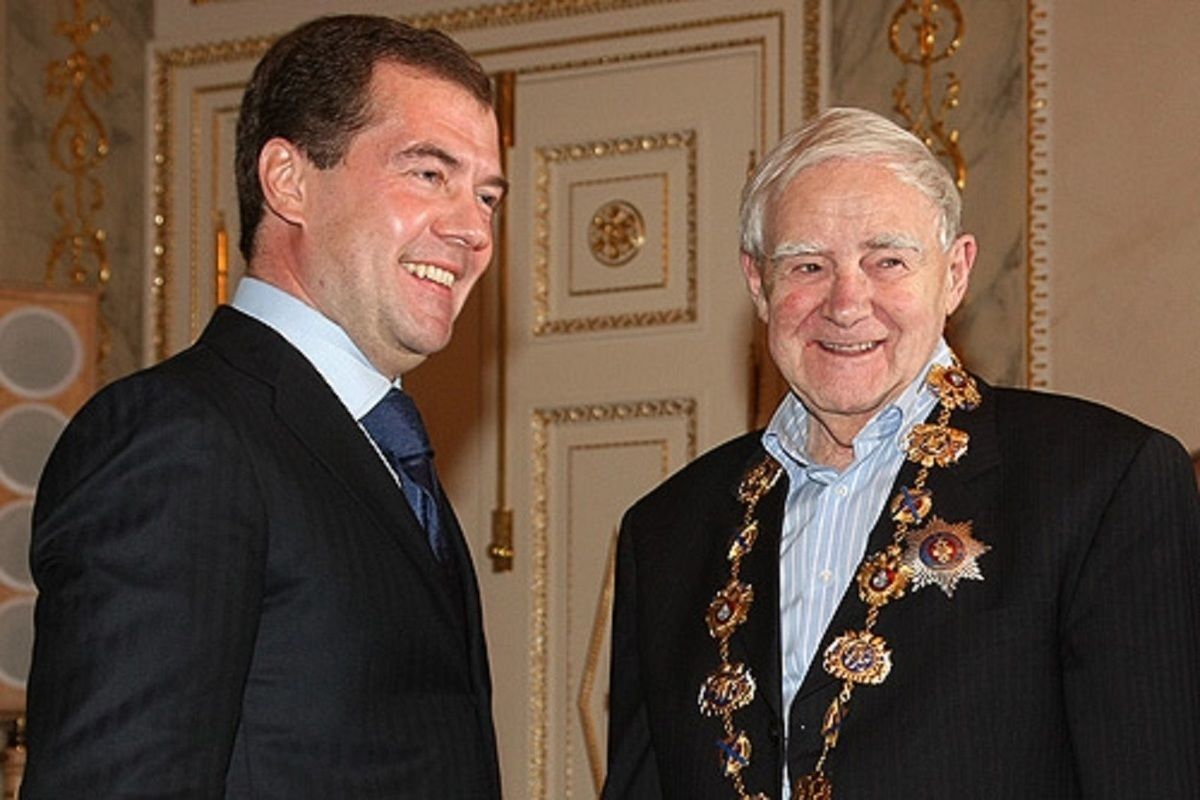
Granin met Dmitri Medvedev, bij de uitreiking van de Orde van Sint-Andreas, 2009

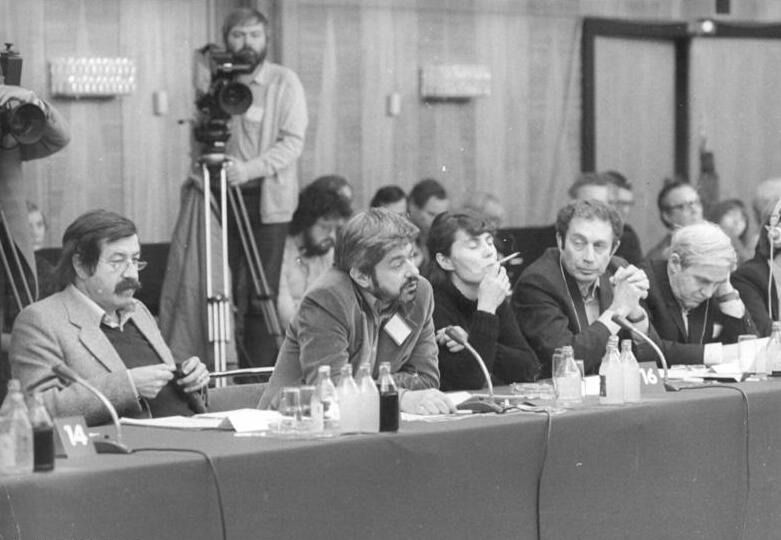
Granin (r) en Baklanov (2e vr), ontmoeting met Oost-Duitse schrijvers: Grass (l) en Becker (2e vl), 1981

Daniil Aleksandrovitsj Granin (Russisch: Даниил Александрович Гранин), geboortenaam German (Russisch: Герман) (Volsk, 1 januari 1919 – Sint-Petersburg, 4 juli 2017) was een Russisch schrijver.

## Leven en werk
Granin studeerde elektromechanica te Sint-Petersburg. Tijdens de Tweede Wereldoorlog was hij tankcommandant, daarna werkte hij enkele jaren als ingenieur.
Reeds in Granins eerste verhalen (De overwinning van ingenieur Korsakov, 1949 en De tweede variant, 1950), komt het centrale thema uit zijn werk naar voren: het leven van de Sovjetintelligentsia, de plaats van de wetenschap in de maatschappij en de morele problemen die daarmee verbonden zijn. Zijn eerste grote roman, De baanbreker (1954), beschrijft de wetenschappelijke vooruitgang als wedstrijd en maakte hem ook in het buitenland bekend. Na het verschijnen van Een eigen mening (1956, over een Sovjet-streber) en Na de bruiloft (1957, over een achterlijke Kolchoz) kreeg hij binnen de Sovjet-Unie echter forse kritiek te verduren. Vanaf de jaren zestig komt hij vervolgens weer wat meer tegemoet aan de eisen van het regime, in eerste instantie met de roman Het onweer tegemoet (1962), maar hij blijft de verantwoordelijkheid van de enkeling in zijn werk voortdurend benadrukken. 
Bekende werken uit zijn latere periode zijn Het schilderij (1980, over een burgemeester van een provinciestadje die zich verweert tegen de industrialisatie), het semi-documentaire Het beleg van Leningrad (1982, waarin hij aan de hand van interviews een reconstructie maakt) en De geneticus (1986, over een geëmigreerde wetenschapper, een boek dat pas na de perestrojka kon verschijnen). Granin wordt ook geprezen om zijn reisbeschrijvingen, zoals Een maand met de benen omhoog (1960, over een reis naar Australië) en De tuin der stenen (1971, met impressies uit Japan).
Granin was lange tijd bestuurslid van de Bond van Sovjetschrijvers en voorzitter van de Russische PEN-club. Hij ontving vele prijzen, waaronder de Orde van Sint-Andreas de Eerstgeroepene in 2009.